# Abborrtjärnen (Råda socken, Västergötland)
Abborrtjärnen är en sjö i Härryda kommun i Västergötland och ingår i Kungsbackaåns huvudavrinningsområde.